# 蔣中正政府
蔣中正政府，是指1948年行憲後蔣中正擔任第1任至第5任中華民國總統期間所領導的中華民國政府。政府原位於南京市，1949年因第二次国共内战失利而遷往臺北市。《中華民國憲法》規定總統僅得連選連任一次，但蔣中正援引《動員戡亂時期臨時條款》，宣告總統不受連任限制。1948年蔣中正、李宗仁分別經國民大會間接選舉為第一任總統、副總統；1954年及1960年國民大會再次選舉蔣中正、陳誠為第2、3任正副總統；1966年1972年國民大會再選舉蔣中正與嚴家淦為第4、5任正副總統。1975年4月5日，蔣中正於第5任總統任內逝世，副總統嚴家淦依憲法於隔日繼任其剩餘任期。
蔣中正政府歷經8個內閣，包括翁文灝內閣、第二次孫科內閣、何應欽內閣、閻錫山內閣、第一次陳誠內閣、俞鴻鈞內閣、第二次陳誠內閣、嚴家淦內閣以及蔣經國內閣，共歷任八位九任。其中時任副總統陳誠分別於1950年及1958年兩度兼任行政院院長。

## 副總統
|      |      |        |               |               |            |  |  |
| 次序 | 肖像 | 姓名   | 任職期間      | 任職期間      | 所屬政黨   |  |  |
| 次序 | 肖像 | 姓名   | 到任時間      | 卸任時間      | 所屬政黨   |  |  |
| 1    |      | 李宗仁 | 1948年5月20日 | 1954年3月10日 | 中國國民黨 |  |  |
| 2    |      | 陳誠   | 1954年5月20日 | 1965年3月5日  | 中國國民黨 |  |  |
| 3    |      | 嚴家淦 | 1966年5月20日 | 1975年4月5日  | 中國國民黨 |  |  |

## 內閣
|          |          |               |                |                |            |
| 內閣次序 | 閣揆肖像 | 閣揆姓名      | 存續期間       | 存續期間       | 所屬政黨   |
| 內閣次序 | 閣揆肖像 | 閣揆姓名      | 到任時間       | 卸任時間       | 所屬政黨   |
| 1        |          | 翁文灝        | 1948年5月20日  | 1948年11月26日 | 中國國民黨 |
| 2        |          | 孫科 （二次） | 1948年11月26日 | 1949年3月12日  | 中國國民黨 |
| 3        |          | 何應欽        | 1949年3月12日  | 1949年6月13日  | 中國國民黨 |
| 4        |          | 阎锡山        | 1949年6月13日  | 1950年3月10日  | 中國國民黨 |
| 5        |          | 陳誠          | 1950年3月10日  | 1954年6月1日   | 中國國民黨 |
| 6        |          | 俞鴻鈞        | 1954年6月1日   | 1958年7月15日  | 中國國民黨 |
| 7        |          | 陳誠 （二次） | 1958年7月15日  | 1963年12月16日 | 中國國民黨 |
| 代理     |          | 王雲五        | 1963年7月1日   | 1963年9月16日  | 無黨籍     |
| 8        |          | 嚴家淦        | 1963年12月16日 | 1972年6月1日   | 中國國民黨 |
| 9        |          | 蔣經國        | 1972年6月1日   | 1978年5月19日  | 中國國民黨 |

## 外部連結
- President and Madame Chiang Kai-shek on holiday. Formal inauguration ceremony of ... （页面存档备份，存于），CriticalPast Youtube頻道
- 1954.05.20中華民國第二任總統、副總統就職典禮特輯 （页面存档备份，存于），江昀泰Youtube頻道
- 1972.05.20中華民國第五任總統就職演說 （页面存档备份，存于），華視新聞Youtube頻道

| 新建立 原因：中華民國行憲 | 行憲以後的中華民國政府 1948年5月20日—1975年4月5日 | 繼任： 嚴家淦政府 |